# Re minor
Re minor este o gamă minoră bazată pe Re, compusă din Re, Mi, Fa, Sol, La, Si♭ și Do. Armura sa are 1 bemol. Gama sa minoră relativă este Fa major și gama sa minoră paralelă este Re major.
Gama naturală Re minor este:

## Acorduri de grad de scară
Acordurile gradului de gamă din La minor sunt:
- Tonic – Re minor
- Supertonic – Mi diminuat
- Mediant – Fa major
- Subdominant – Sol minor
- Dominant – La minor
- Submediant – Si♭ major
- Subtonic – Do major

## Compoziții
Din cele 555 de sonate pentru claviatură ale lui Domenico Scarlatti, 151 sunt în tonalități minore, iar pentru 32 de sonate, Re minor este cea mai des aleasă tonalitate minoră.
Arta fugii de Johann Sebastian Bach este în Re minor.
Singura simfonie în cheie minoră a lui Michael Haydn, No. 29, este în Re minor.